# Avtenta.si
Avtenta d.o.o. (član Skupine Telekom Slovenije) je specializiran izvajalec informacijsko-komunikacijskih storitev za podjetja. Naročnikom ponujajo rešitve za obvladovanje najpomembnejših poslovnih procesov, primerno komunikacijsko infrastrukturo, IT-platformo in ustrezno programsko opremo ter uvajanje brezpapirnega poslovanja. Osnovne storitve podjetja Avtenta.si so upravljanje infrastrukture IKT, najem fizičnih in virtualnih strežnikov, shranjevanje podatkov, informacijska varnost, poslovne rešitve ter izobraževalni center z izpitnim centrom VUE. 
Podjetje je leta 2010 prejelo nagrado gazela za hitro rastoče podjetje iz osrednje Slovenije.

## Partnerji in statusi
Avtenta poslovno sodeluje s strateškimi partnerskimi podjetji. Za primerno strokovnost uporabe njihovih produktov in storitev so zaposleni podjetja Avtenta certificirani s sledečimi statusi:
- Cisco Systems Slovenija: Cisco Silver Partner in Cisco Learning Partners
- Microsoft Slovenija: Microsoft Gold Certified Partner za Advanced Infrastructure Solutions, Data Management Solutions, Informations Worker Solutions, Learning Solutions, Microsoft Business Solutions in Networking Infrastructure Solutions.
- HP Slovenija: HP Preferred Partner
- Juniper Networks: Juniper Networks Elite Partner
- SAP: SAP Channel Partner